# Ward Williams
Ward Milton Williams (Colfax, 26 giugno 1923 – Greenville, 17 dicembre 2005) è stato un cestista statunitense, professionista nella BAA.

## Carriera
Venne selezionato dai Fort Wayne Pistons al primo giro del Draft BAA 1948 (8ª scelta assoluta).